# Tetsu Shiratori
Tetsu Shiratori (白鳥 哲?, Shiratori Tetsu; Tokyo, 21 marzo 1972) è un doppiatore, attore, regista e sceneggiatore giapponese. La sua carriera ha avuto inizio nel 1994.

## Doppiaggio

### Anime
- Blue Dragon (Deathroy)
- Boogiepop Phantom (Yasushi Sanada)
- Brain Powerd (Yu Isami)
- Code Geass: Lelouch of the Rebellion (Lloyd Asplund)
- Fairy Tail (Zancrow)
- Fullmetal Alchemist (Kain Fury)
- Fullmetal Alchemist: Brotherhood (Gluttony)
- Full Metal Panic!: The Second Raid (Woo)
- Il conte di Montecristo (Robert Beauchamp)
- Guardian of the Sacred Spirit (giovane del rice store)
- GUN×SWORD (Ricercatore)
- Area no kishi (Leonardo Silva)
- Infinite Ryvius (Kouji Aiba)
- Mobile Suit Gundam 00 (Andrei Smirnov)
- Mobile Suit Gundam SEED (Sai Argyle)
- Mobile Suit Gundam SEED: Special Edition (Sai Argyle)
- Mobile Suit Gundam SEED Destiny (Sai Argyle)
- s-CRY-ed (Kyouji Mujo)
- Lei, l'arma finale (Atsushi)
- Shinkyoku Sōkai Polyphonica (Yokio)
- Sōkō no Strain (Cedie)
- Texhnolyze (messenger, class representative)
- Wolf's Rain (retriever)
- xxxHOLiC (studente)

### Film
- Fullmetal Alchemist: Il conquistatore di Shamballa (Kain Fury)

### Altro
- Teen Titans (Puppet King)